# Dicranomyia (Dicranomyia) magninota
Dicranomyia (Dicranomyia) magninota is een tweevleugelige uit de familie steltmuggen (Limoniidae). De soort komt voor in het Palearctisch gebied.